# Hamlin (Teksas)
Hamlin – miasto w Stanach Zjednoczonych, w stanie Teksas, w hrabstwie Jones.